# Exclusive (EP de U2)
Exclusive es un EP digital de la banda irlandesa de rock U2 publicado exclusivamente en la tienda iTunes Music Store en 2003. Este EP fue el primer lanzamiento exclusivamente digital de la banda.

## Lista de canciones
Música por U2, letras por Bono y The Edge.
1. "Stuck in a Moment You Can't Get out of" (acústico) – 3:42
2. "I Will Follow" (En directo desde Boston) – 5:33
3. "Beautiful Day" (En directo desde Boston) – 4:53

La versión acústica de "Stuck in a Moment You Can't Get Out Of" fue remezclada por Steve Lillywhite y publicada previamente en el sencillo canadiense de "Stuck in a Moment" y en los sencillos europeo y australiano de "Walk On" en 2001.
Las dos canciones en directo fueron grabadas durante el concierto de la gira Elevation Tour en Boston, Massachusetts, el 6 de junio de 2001. Este concierto fue también grabado y publicado en DVD como Elevation: Live From Boston en 2001.

## Personal
- Bono: voz, guitarra (canción 2)
- The Edge: guitarra y coros
- Adam Clayton: bajo
- Larry Mullen Jr.: batería